# Dicranota (Rhaphidolabis) serrulifera
Dicranota (Rhaphidolabis) serrulifera is een tweevleugelige uit de familie Pediciidae. De soort komt voor in het Oriëntaals gebied.